# 2006 în informatică
- 2005 în informatică — 2006 în informatică — 2007 în informatică

2006 în informatică a însemnat o serie de evenimente noi notabile:

## Premiul Turing
- Frances Allen